# Rob Awalt
Robert Mitchell Awalt (* 9. April 1964 in Landstuhl) ist ein ehemaliger US-amerikanischer American-Football-Spieler, der auf der Position des Tight Ends gespielt hat.
Awalt spielte sieben Jahre lang in der NFL. 1987 wurde er von den St. Louis Cardinals gedraftet. Das Team siedelte ein Jahr später nach Phoenix um und änderte somit seinen Namen in Phoenix Cardinals. 1990 wechselte er zu den Dallas Cowboys, bei denen er zwei Jahre lang spielte. Anschließend ging er zu den Buffalo Bills, mit denen er 1992 und 1993 im Finale des Super Bowl stand, welches aber beide Male verloren wurde. 1993 beendete er seine professionelle Laufbahn.
1987 wurde er von United Press International mit deren NFL-NFC Rookie of the Year Award ausgezeichnet.